# Soyuz MS-04
Soyuz MS-04 foi uma missão de uma nave Soyuz à Estação Espacial Internacional e a 133ª missão do programa russo iniciado em 1967. Ela transportou um cosmonauta russo e um astronauta norte-americano à ISS, onde se integraram à tripulação residente levada no voo anterior, Soyuz MS-03, completando a Expedição 51 na estação. Durante a estadia em órbita os tripulantes também integram a Expedição 52. A nave permanece acoplada à estação neste período servindo como veículo de escape de emergência.
Esta foi a primeira missão de uma nave tipo MS a acoplar com a ISS apenas seis horas depois de lançada da Terra, ao invés dos dois dias das missões MS anteriores. Também foi a primeira missão tripulada Soyuz com apenas dois tripulantes desde o lançamento da Soyuz TMA-2, em abril de 2003, devido a uma decisão da agência espacial russa de diminuir o número de russos em missõs espaciais em 2017. Ela, entretanto, trouxe uma terceira tripulante, a norte-americana Peggy Whitson, em seu retorno.

## Tripulação

### Lançamento
| Posição           | Tripulante        | Duração          | Pousou na   |
| ----------------- | ----------------- | ---------------- | ----------- |
| Comandante        | Fyodor Yurchikhin | 135d 18h 07m 58s | Soyuz MS-04 |
| Engenheiro de voo | Jack Fischer      | 135d 18h 07m 58s | Soyuz MS-04 |

### Retorno
| Posição             | Tripulante        | Duração            | Lançou na   |
| ------------------- | ----------------- | ------------------ | ----------- |
| Comandante          | Fyodor Yurchikhin | 135d 18h 07m 58s   | Soyuz MS-04 |
| Engenheiro de voo 1 | Jack Fischer      | 135d 18h 07m 58s   | Soyuz MS-04 |
| Engenheira de voo 2 | Peggy Whitson     | 289d 05h 01m 29s * | Soyuz MS-03 |

## Insígnia
Criada pelo designer holandês Luc van den Abeelen, a insígnia da missão é inspirada na icônica insígnia da Apollo 12. A clássica caravela em amarelo daquela missão à Lua simboliza o sonho de voar ao espaço, para regiões desconhecidas. A belonave deixa uma trilha de estrelas como a usada na insígnia da Expedição 52, comandada pelo russo Fyodor Yurchikhin, o comandante desta nave Soyuz, durante a segunda parte de sua estadia na ISS; ele é simbolizado pela estrela solitária ao lado esquerdo da caravela. Atrás do navio, em cor azul como a da Terra no espaço, há uma representação de uma estação espacial como imaginada por Konstantin Tsiolkovsky, um pioneiro cientista russo do século XIX, enquanto a borda da insígnia é semelhante em desenho às insígnias de missões anteriores do comandante Yurchikhin. Em fundo azul claro, ela é preenchida pelas bandeiras dos países dos dois astronautas da MS-04, a logo da Roscosmos, seus nomes e o nome da missão em alfabeto cirílico e alfabeto romano.

## Lançamento e acoplagem
A espaçonave foi lançada da Plataforma 1 do Cosmódromo de Baikonur no topo de um foguete Soyuz-FG às 07:13 UTC de 20 de abril de 2017 entrando em órbita baixa nove minutos depois. Diferente das missões MS anteriores, que levavam dois dias e 34 órbitas até à estação para fazer testes técnicos no novo modelo durante o percurso, ela acoplou-se com a ISS apenas seis horas depois num voo direto, atracando no módulo Poisk às 13:18 UTC do mesmo dia, onde permaneceu até o fim da missão de longa duração.

## Desacoplagem e pouso
A nave desacoplou-se do módulo Poisk às 21:58 UTC de 2 de setembro trazendo com a tripulação original mais uma astronauta, Peggy Whitson. Depois de atingir as camadas superiores da atmosfera a 230 m /s, os paraquedas foram acionados e ela pousou suavemente nas primeiras horas UTC de 3 de setembro a cerca de 140 km da cidade de Dzhezkazgan, nas estepes do Casaquistão, onde a tripulação foi recolhida pela equipe de apoio em terra, encerrando a missão.

## Galeria

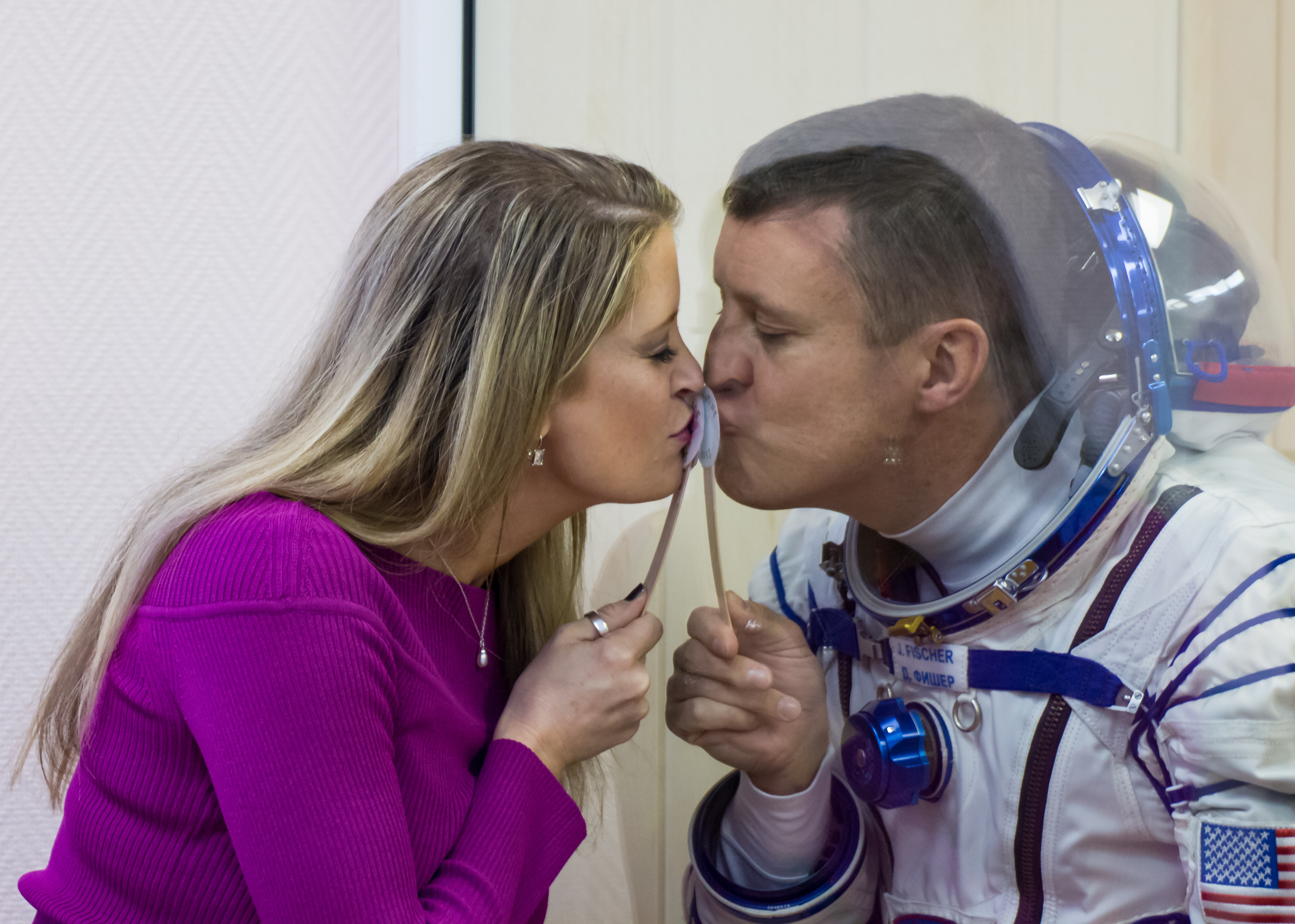
O astronauta Jack Fischer beija a esposa através do vidro da sala de quarentena antes do lançamento..
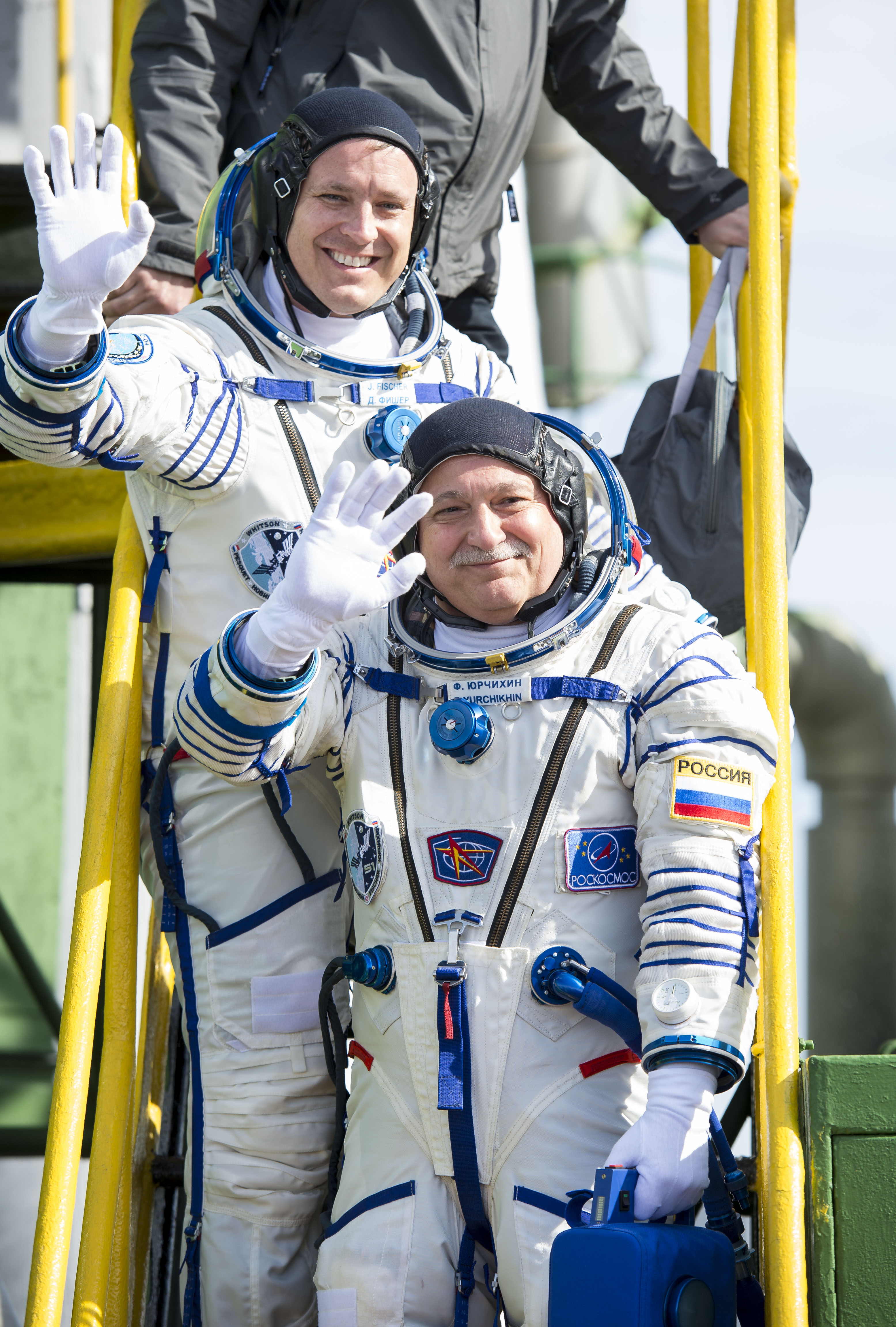
Yurchikhin e Fischer na plataforma de lançamento.
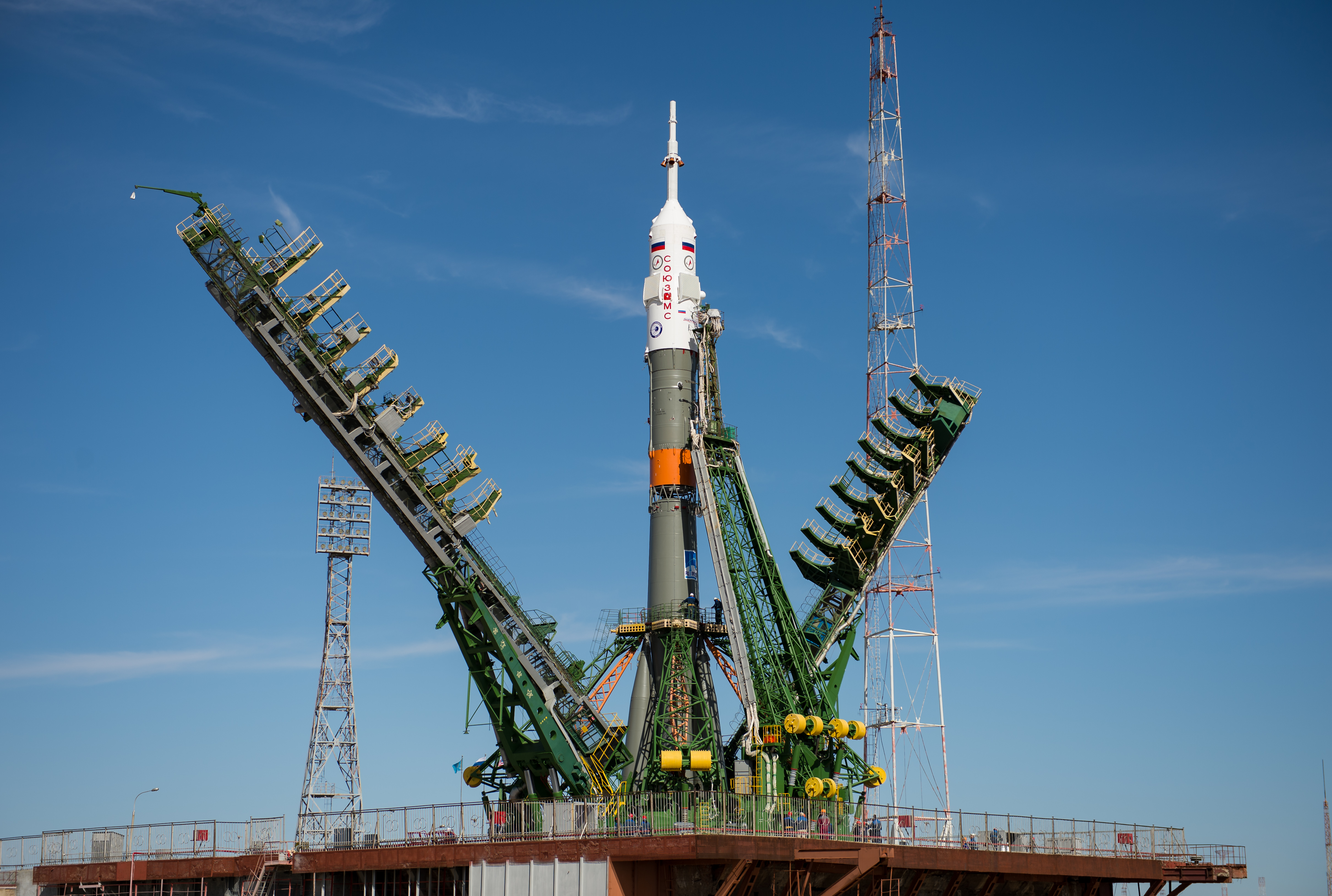
Nave e foguete na plataforma de lançamento.
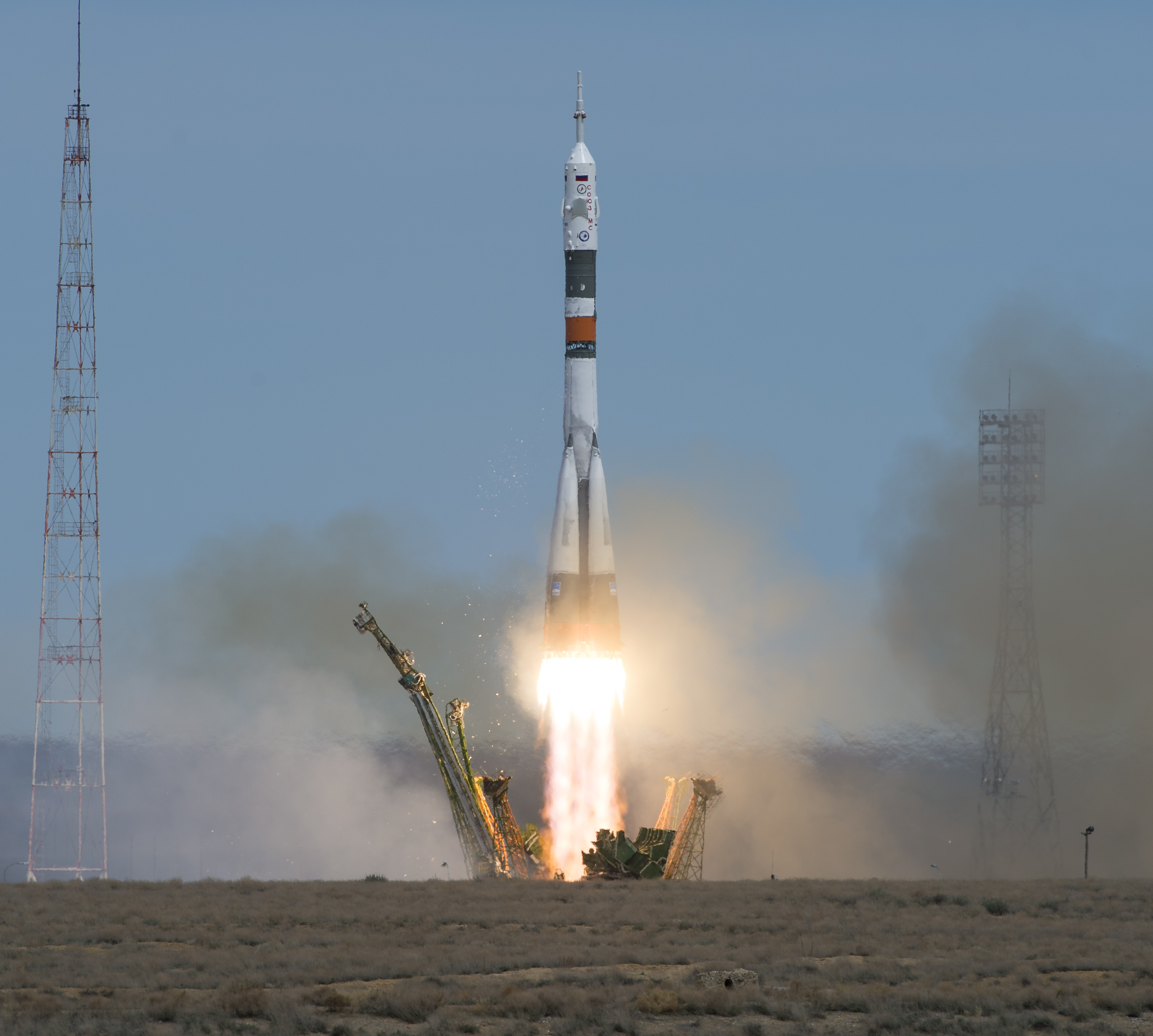
Lançamento em Baikonur.
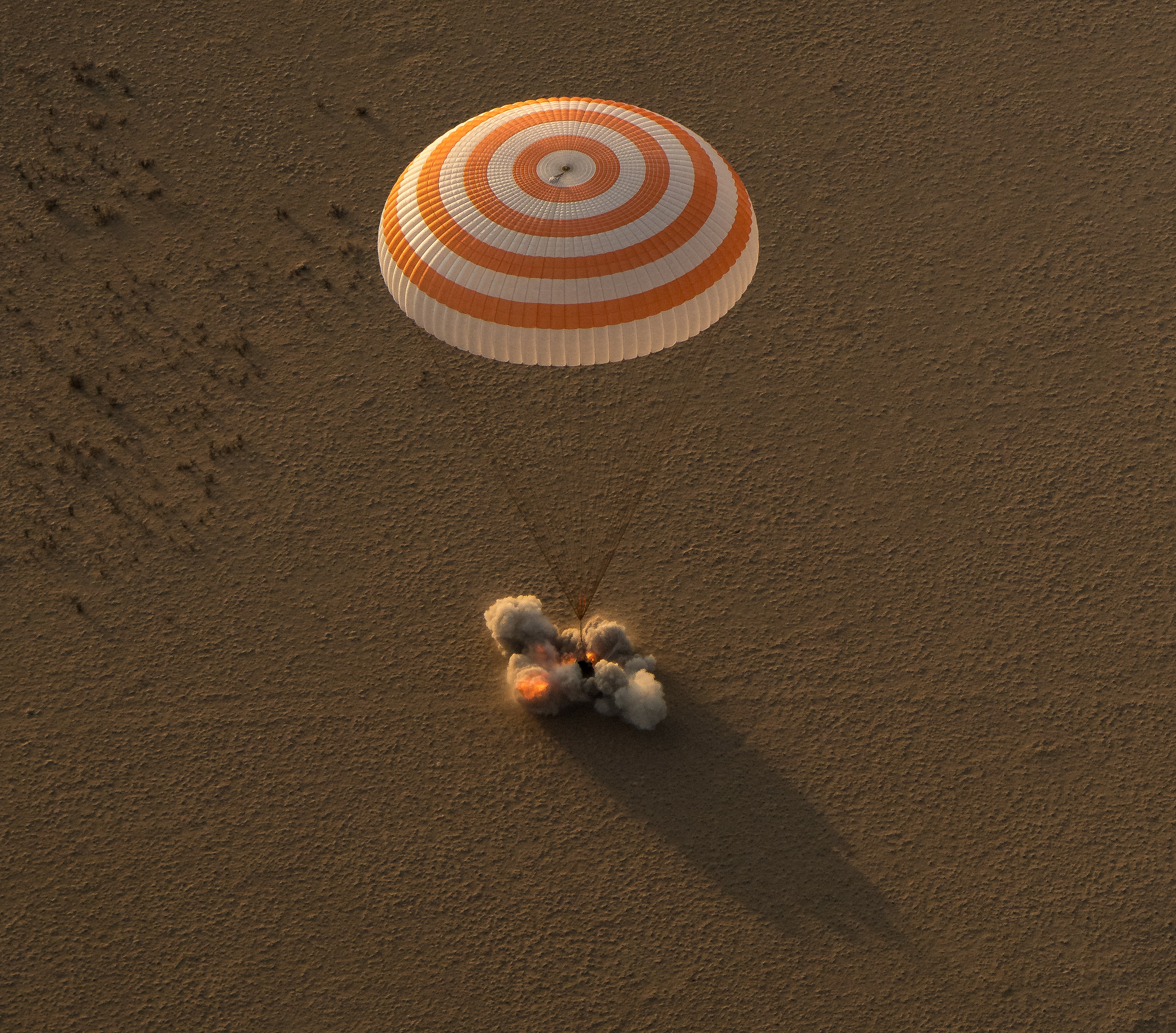
A nave pousa no Casaquistão.
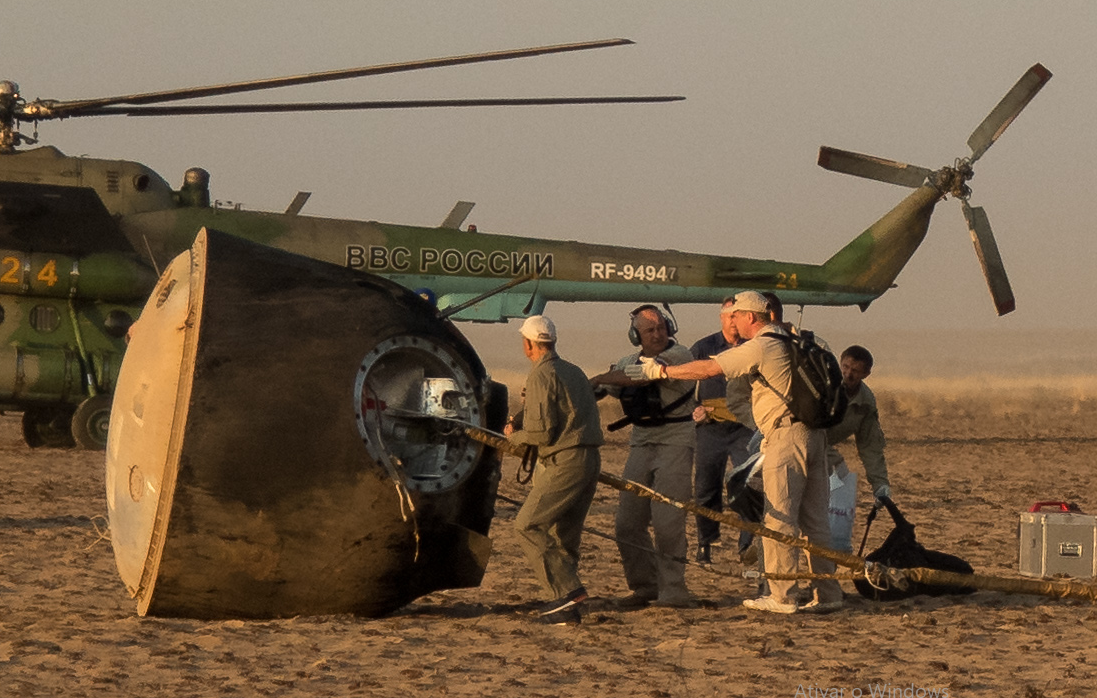
Equipes de terra no trabalho de abertura da cápsula após a aterrissagem.